# 아리아드나 힐
아리아드나 힐(Ariadna Gil, 1969년 1월 23일 ~ )는 스페인의 배우이다.

## 작품 목록
- 레스큐 언더 파이어